# Juan de Garay
Pour les articles homonymes, voir Garay.
Juan de Garay (né en 1528 à Orduña, en Espagne – mort près du Río de la Plata en 1583) était un conquistador basque-espagnol.

## Biographie
Garay travailla et combattit pour l’Empire espagnol, dans la vice-royauté du Pérou. Il était gouverneur d’Asuncion, dans l'actuel Paraguay et fonda un certain nombre de villes en Argentine, spécialement dans la région du Rio Paraná. Il fut de la seconde fondation de Buenos Aires, en 1580.
En 1543, il vogue pour le Pérou avec son oncle Pedro de Zárate au cours de la première expédition du vice-roi Blasco Núñez Vela. Il participe à la fondation en 1561 de Santa Cruz de la Sierra. Il se déplace en 1568 vers Asuncion où il devient homme politique remarqué. Le gouverneur d’Asuncion le dépêche, en avril 1573, avec une compagnie de quatre-vingts hommes vers le fleuve Paraná, dans une expédition au cours de laquelle il fonde la ville de Santa Fe de la Vera Cruz.
En 1580, déjà Capitaine général de la vice-royauté, il fonde de nouveau la cité qui le fut à l’origine par Pedro de Mendoza en 1536, sous le nom de Nuestra Señora del Buen Ayre, avant sa destruction par les Indigènes. La seconde et définitive fondation de Buenos Aires eut lieu le 11 juin 1580.
Juan de Garay meurt au cours d'un voyage de Buenos Aires à Santa Fe en 1583, quand le groupe avec lequel il voyage est victime d’une embuscade des aborigènes.